# نهر أيات

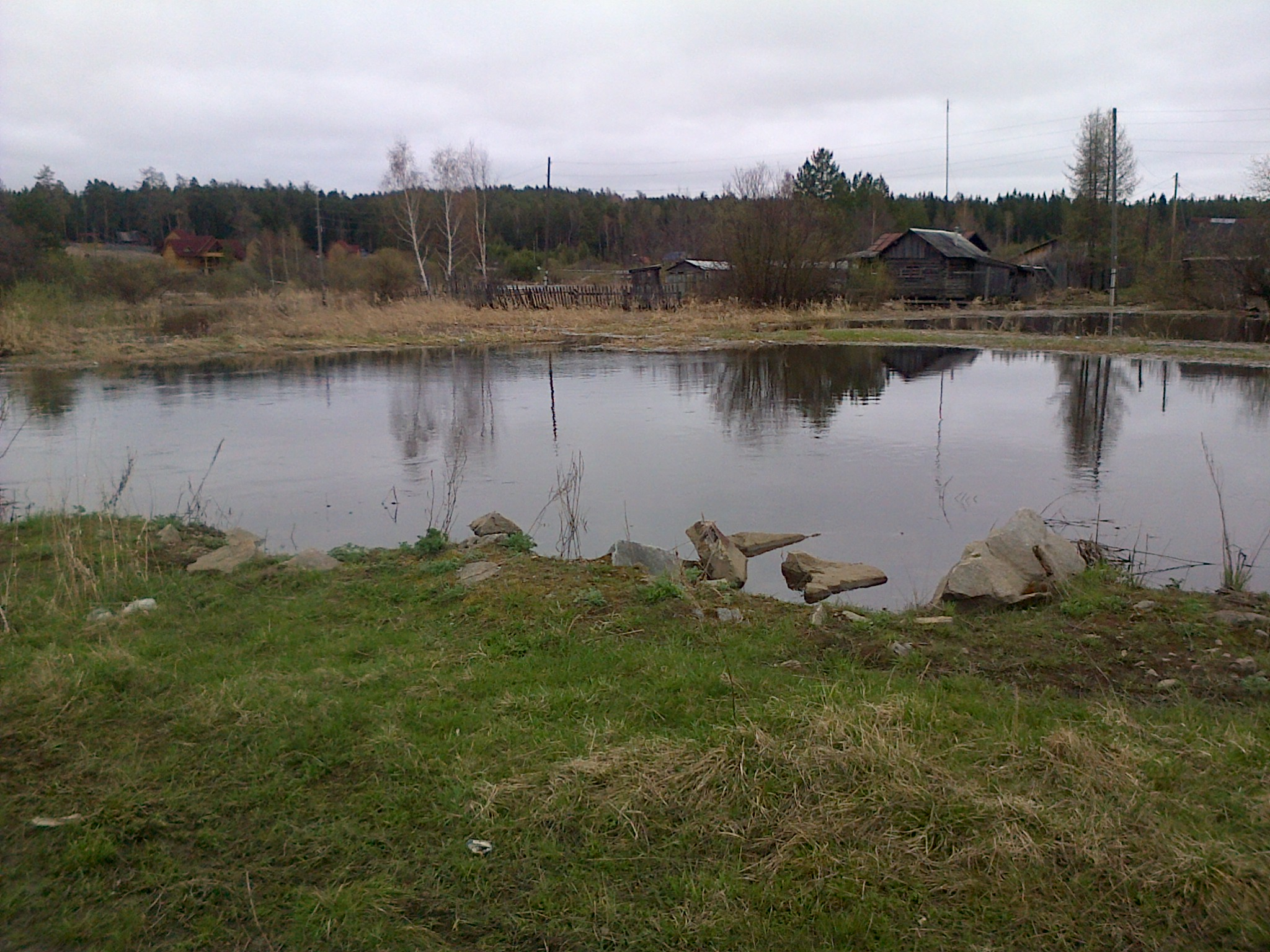
نهر أيات في كازاخستان

نهر أيات (بالإنجليزية: Ayat River)‏ (بالروسية: Аят) هو نهر يتدفق في روسيا في إقليم تشيليابينسك ، وفي كازاخستان في منطقة كوستاناي. ويتكون من التقاء نهري كاراطالي-أيات و أرشاگلي-أيات.
ويعد رافدا لنهر توبول، وبالتالي فهو رافد فرعي لنهر أوبي عبر توبول ثم إرتيش.